# Jefferson Airplane Loves You
1992-ben jelent meg a Jefferson Airplane 3 CD-ből álló, Jefferson Airplane Loves You című válogatásalbuma. Az albumhoz tartozó, részletekben gazdag esszét Jeff Tamarkin, az együttes történetét bemutató Got a Revolution: The Turbulent Flight of Jefferson Airplane című könyv szerzője írta.
Az albumon hallható dalok többsége a korábban megjelentektől eltérő stúdió- vagy próbafelvétel. Ezek mellett több koncertfelvétel is helyet kapott, például az első lemezt záró 1967-es fellépés, vagy két dal az 1969-es woodstocki fesztiválról. Az első lemezen hallható Free Advice című dalt a The Great Society, Grace Slick előző együttese adta ki 1966-ban.
A ritkaságok közé tartozik a Volunteers című albumon megjelent Wooden Ships és Volunteers kvadrofon hangzású változata is. Ezeket azonban a produkció során hagyományos sztereó hangzásban keverték újra, így a felvételek térhatása is elveszett.
Az album dalai megjelenésük időrendjében követik egymást. Az első dal, az I Specialize in Love Marty Balin 1962-ben megjelent kislemeze; a You Wear Your Dresses Too Short pedig a Jefferson Airplane utolsó, 1972. szeptember 22-én tartott koncertjének utolsó dalaként hangzott el.

## Az album dalai

### Első lemez
1. I Specialize in Love (Marty Balin/Harry Collis) – 1:56
2. Go to Her (Early Version) (Paul Kantner/Irving Estes) – 4:05
3. Bringing Me Down (Marty Balin/Paul Kantner) – 2:22
4. Let Me In (Alternate Take) (Marty Balin/Paul Kantner) – 3:28
5. Chauffeur Blues (Lester Melrose) – 2:28
6. Free Advice (Darby Slick) – 2:29
7. Somebody to Love (Darby Slick/Grace Slick) – 2:58
8. Today (Marty Balin/Paul Kantner) – 3:00
9. Embryonic Journey (Jorma Kaukonen) – 1:52
10. White Rabbit (Grace Slick) – 2:33
11. Come Back Baby (tradicionális, Jorma Kaukonen feldolgozása) – 2:55
12. The Other Side of This Life (Live) (Fred Neil) – 8:01
13. Runnin’ ’Round This World (Live) (Marty Balin/Paul Kantner) – 2:29
14. She Has Funny Cars (Live) (Marty Balin/Jorma Kaukonen) – 3:37
15. High Flyin’ Bird (Live) (Billy Edd Wheeler) – 4:03
16. Tobacco Road (Live) (John D. Loudermilk) – 3:57
17. Let’s Get Together (Live) (Chet Powers) – 4:04
18. White Rabbit (Live) (Grace Slick) – 2:23
19. Comin’ Back to Me (Live) (Marty Balin) – 7:38
20. Won’t You Try/Saturday Afternoon (Live) (Paul Kantner) – 7:02

### Második lemez
1. The Ballad of You and Me and Pooneil (Alternate Version) (Paul Kantner) – 11:38
2. Things Are Better in the East (Unreleased Song) (Marty Balin) – 3:18
3. Watch Her Ride (Paul Kantner) – 3:15
4. Two Heads (Grace Slick) – 3:14
5. Martha (Single Version) (Paul Kantner) – 3:26
6. Don’t Let Me Down (Unreleased Song) (Marty Balin/Ernie K-Doe) – 2:54
7. Crown of Creation (Paul Kantner) – 2:53
8. Lather (Grace Slick) – 2:57
9. In Time (Marty Balin/Paul Kantner) – 4:14
10. The House at Pooneil Corners (Marty Balin/Paul Kantner) – 5:51
11. Ribump Ba Bap Dum Dum (Unreleased Song) (Spencer Dryden/Bill Goodwin) – 1:32
12. Would You Like a Snack? (Frank Zappa/Grace Slick) – 2:38
13. 3/5 of a Mile in 10 Seconds (Live) (Marty Balin) – 4:45
14. It’s No Secret (Live) (Marty Balin) – 3:28
15. Plastic Fantastic Lover (Woodstock Live) (Marty Balin) – 4:24
16. Uncle Sam Blues (Woodstock Live) (tradicionális, Jorma Kaukonen és Jack Casady feldolgozása) – 5:27
17. Wooden Ships (Quadrophonic Mix) (David Crosby/Paul Kantner/Stephen Stills) – 5:52
18. Volunteers (Quadrophonic Mix) (Marty Balin/Paul Kantner) – 2:17

### Harmadik oldal (Revolution)
1. We Can Be Together (Quadrophonic Mix) (Paul Kantner) – 6:00
2. Turn My Life Down (Jorma Kaukonen) – 2:56
3. Good Shepherd (tradicionális, Jorma Kaukonen feldolgozása) – 4:24
4. Hey Fredrick (Quadrophonic Mix) (Grace Slick) – 9:04
5. Emergency (Studio Live 1970) (Marty Balin) – 4:36
6. When the Earth Moves Again (Paul Kantner) – 3:55
7. Pretty as You Feel (Joey Covington/Jack Casady/Jorma Kaukonen) – 3:09
8. Lawman (Grace Slick) – 2:42
9. Feel So Good (Extended Version) (Jorma Kaukonen) – 9:23
10. Twilight Double Leader (Paul Kantner) – 4:47
11. Aerie (Gang of Eagles) (Grace Slick) – 3:55
12. Trial by Fire (Live) (Jorma Kaukonen) – 4:51
13. Dress Rap/You Wear Your Dresses Too Short (Live 1972) (Grace Slick/Marty Balin) – 14:31

## Közreműködők
- A közreműködők listája megtekinthető az albumokat bemutató cikkekben.